# Caecum japonicum
Caecum japonicum is een slakkensoort uit de familie van de Caecidae. De wetenschappelijke naam van de soort is voor het eerst geldig gepubliceerd in 1978 door Habe.